# Nachal Aro'er
Nachal Aro'er (hebrejsky נחל ערוער) je vádí v jižním Izraeli, v centrální části Negevské pouště.
Začíná v pouštní krajině v nadmořské výšce přes 600 metrů jižně od města Dimona. Směřuje pak k severoseverozápadu skrz náhorní planinu Mišor Jerucham. Zde se otáčí k severu a dotýká se jihozápadního okraje Dimony, přičemž se obrací k severozápadu. Vede pak podél dálnice číslo 25 a sleduje železniční trať Beerševa - Dimona. Míjí rozptýlené beduínské osídlení. Zleva přijímá vádí Nachal Ecem, zprava vádí Nachal Mišma a Nachal Mirbac. Mění směr k severu a vede skrz hlubokou soutěsku. Vstupuje pak do mírněji zvlněné pouštní krajiny. Zleva sem ústí vádí Nachal Telem. Zde se opět přibližuje k dálnici číslo 25 a železniční trati do Dimony. Ze západu míjí beduínské město Ar'ara ba-Negev, z východu archeologickou lokalitu Tel Aro'er. Ústí zleva do vádí Nachal Adarim.